# Giuseppe Ruglioni
Giuseppe Ruglioni (født 1953 i Bogotá (Colombia)) er gradueret i moderne historie fra Universitetet i Firenze.
Han begyndte at træne Aikido i 1972. Da Koichi Tohei sensei i 1978 kom til Europa mødte de hinanden.
Det førte til at G. Ruglioni blev medstifter af Ki no kenkyukai, Italien.
G. Ruglioni blev optaget af den enkelhed som prægede hele K. Toheis undervisning, en egenskab som han lærte selv at bemestre.
Da Kenjiro Yoshigasaki stiftede sin egen organisation Ki no Kenkyukai Association Internationale, hjemmehørende i Belgien, fulgte G. Ruglioni denne udvikling. Hvilket var tilfældet for så at sige alle de dojos som hidtil havde samarbejdet med Kenjiro Yosigasaki.
G. Ruglioni er en af de mest fremtrædende repræsentanter for Shin shin toitsu aikido i Europa og han undervise også i Rusland og Argentina.